# Raimondo Ruggero di Foix
Raimondo Ruggero di Foix, in occitano Ramon Roger e in francese: Raymond-Roger de Foix (1152 circa – Mirepoix, 27 marzo 1223), fu conte di Foix dal 1188 fino alla sua morte.

## Origine

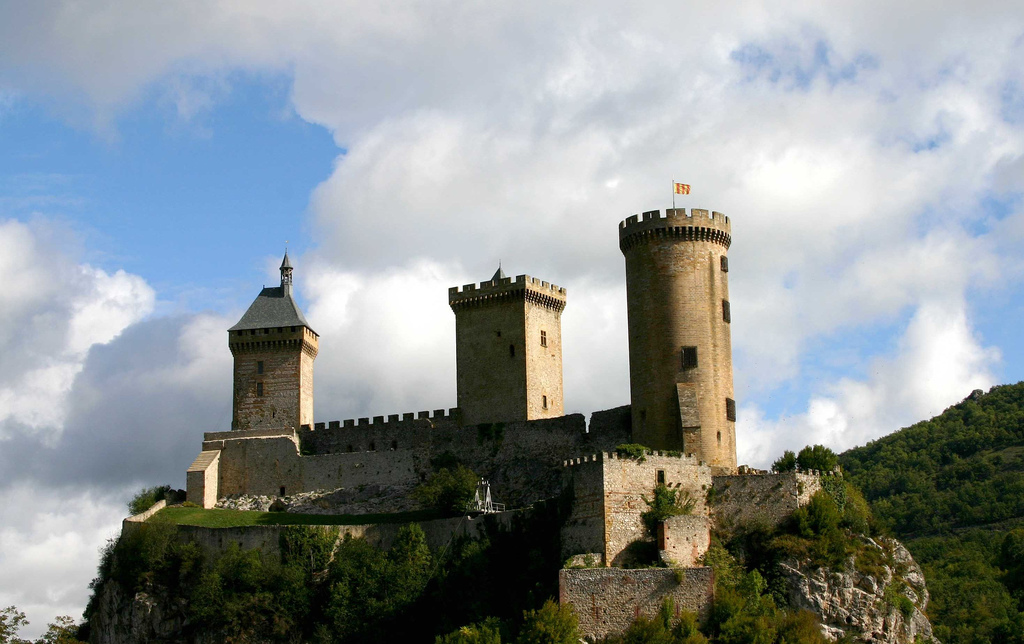
Il castello di Foix

Raimondo Ruggero, secondo il documento n° XXXIII, datato marzo 1199 della Histoire Générale de Languedoc, Tome V, era figlio del conte di Foix, Ruggero III (bonæ memorie dominus Raymundus Rogerii pater noster...etiam comes Fuxi) e della moglie Cecilia Trencavel, che era figlia del visconte di Carcassonne, d'Albi e di Béziers, Raimondo I Trencavel e della sua prima moglie, Adelaide, di cui non si conoscono gli ascendenti.

Ruggero Bernardo I, secondo il documento n° LXXXVIII del volume IV delle Note della Histoire Générale de Languedoc, Tome IV, era figlio del conte di Foix, Ruggero Bernardo I e della moglie Jimena di Barcellona (Roggerus-Bernardi comes Fuxensis, filius Roggerii et Xaminiæ), che era figlia del conte di Barcellona Raimondo Berengario III e di Maria Díaz de Vivar (ca. 1081-1105), seconda figlia del Cid Campeador) e della cugina del re di León e Castiglia, Alfonso VI, doña Jimena, figlia del conte di Oviedo e delle Asturie Diego Fernández e della contessa Cristina Fernández (secondo alcuni storici Jimena di Barcellona era la figlia di Raimondo Berengario III e della terza moglie di Raimondo Berengario III, la Contessa di Provenza, Dolce I.

## Biografia
Suo padre, Ruggero Bernardo, secondo la Chroniques romanes des comtes de Foix morì nel 1188, precisamente nel mese di novembre e fu inumato nella Abbazia di Boulbonne; Raimondo-Ruggero gli succedette nella contea di Foix (Raimondo-Ruggero I), come prova una donazione di Raimondo Ruggero all'abbazia di Boulbonne;Raimondo Ruggero pur essendo il secondo figlio di Ruggero Bernardo I, conte di Foix, detto il Grosso e di Cecilia di Trencavel, divenne il successore del padre nella signoria della contea di Foix, poiché il fratello maggiore Ruggero era morto sei anni prima (1182).

### Primi anni
All'inizio del suo regno Raimondo partecipò probabilmente alla Terza crociata al seguito del re di Francia Filippo II nel corso della quale dovrebbe aver partecipato all'assedio di San Giovanni d'Acri (Akkon), anche se il suo nome non viene citato in alcuna cronaca di tale evento. Dopo il suo rientro dalla Terra santa, Raimondo decise di estendere la sua sfera d'influenza nel sud sui Pirenei: prima, nel giugno del 1193, Raimondo Ruggero, dallo zio, il re d'Aragona, Alfonso II, ricevette la viscontea di Narbonne, come viene attestato dal documento n° XXI della Histoire Générale de Languedoc, Tome V; ma non dovette godere molto quella proprietà in quanto un altro documento del novembre di quello stesso anno attesta che, Pietro Berengario, il precedente visconte, si fregia nuovamente del titolo; poi, nel 1196, si alleò a questo scopo con il visconte Arnaud di Castelbon. Venne così in conflitto con il conte Armengol VIII di Urgell e con il vescovo di Urgell Bernat de Villemur.
Tuttavia il conflitto terminò nel febbraio 1203 con la cattura e la reclusione sia di Raimondo sia del suo alleato Arnaud; entrambi furono liberati nel settembre del medesimo anno grazie alla mediazione di Pietro II, re di Aragona, con lo scopo di consolidare la sua conquista della Linguadoca, ma il conflitto fu sistemato solo nel 1207. Pietro II di Aragona nel 1209 diede in feudo a Raimondo i castelli di Usson e di Quérigut dopo avergli già assegnato l'anno precedente altre signorie catalane.
Fin dal 1200 si era accesa una disputa con il potente conte di Tolosa, dopo che il signore di Roquefixade e Montségur si era dichiarato vassallo del conte di Foix. In questo modo infatti rimaneva non chiara la signoria feudale di entrambi i conti su Saverdun. Allo scopo di portare a sé questa signoria, Raimondo si alleò con il nipote Raimondo Ruggero Trencavel, visconte di Carcassonne contro Tolosa e nel 1202 la lite si risolse a suo favore.
Insieme a questo conflitto Raimondo si trovò in lite anche con Bernardo IV, conte di Comminges, per il possesso del Cantone di Sainte-Croix-Volvestre e anche tale controversia si risolse a favore di Raimondo nel 1209.

### Protettore dei càtari
Già al tempo di suo padre, Ruggero Bernardo, aveva avuto inizio l'attività dei càtari in Linguadoca, e la contea di Foix, assieme alla contea di Tolosa era considerata la culla della Eresia catara.
Così come altri importanti nobili della Linguadoca Raimondo, a causa del suo atteggiamento tenero nei confronti dei catari, fu sospettato di eresia. Benché egli stesso appartenesse ancora alla Chiesa cattolica, la moglie Filippa di Moncada e la sorella Esclarmonde erano due Perfette della fede càtara. Raimondo fu testimone della sorella nel corso della cerimonia di attribuzione alla medesima del consolamentum da parte del vescovo càtaro Guidalberto di Castres, avvenuta a Fanjeaux nel 1204. In quell'anno si tenne a Pamiers un dibattito tra i Catari e la Chiesa cattolica, al quale fu presente il conte Raimondo Ruggero con la sua famiglia.
Nel 1206 inoltre ebbe luogo a Mirepoix, nelle terre di Foix, un concilio della nuova fede al quale parteciparono oltre 600 càtari. Un anno dopo ebbe luogo a Pamiers l'ultima grande disputa fra i càtari (tra questi Esclarmonde de Foix e Benedetto di Termes) e la Chiesa cattolica (Diego di Osma, San Domenico) alla quale Raimondo fu presente. Successivamente la erezione della fortezza di Montségur, quale luogo di rifugio per i càtari nel territorio della contea di Foix da parte di Raymond de Péreille, acquistò un notevole significato.

### La Crociata contro gli Albigesi
Così anche la contea di Foix divenne uno degli obiettivi della crociata indetta da Papa Innocenzo III contro gli albigesi, alla quale fin dall'inizio Raimondo Ruggero si rifiutò di partecipare, contrariamente a quanto fece il suo potente vicino Raimondo VII, conte di Tolosa, che si unì subito alla medesima.
Dopo che i cavalieri crociati nel 1209, al comando di Simone di Montfort, ebbero conquistato Béziers e Carcassonne, la crociata raggiunse anche la contea di Foix. Vitale, priore dell'Abbazia di Sant'Antonino di Fredelas, che era in conflitto con il conte Raimondo Ruggero, offrì al Montfort, fermo in Fanjeaux, la consegna di Pamiers.
Sulla via di Pamiers Montfort prese prima Preixan e Saverdun, ove insediò Enguerrand de Boves come castellano, quindi, il 22 settembre 1209 cadde in mani crociate anche Mirepoix, che Montfort affidò al suo maresciallo Guy de Levis.
Nell'anno successivo solo la piazzaforte di Roquefixade tenne testa con successo ai numerosi assedi crociati. Un tentativo di conciliazione fra il conte di Foix ed il Montfort da parte di Pietro II di Aragona fallì.

### La battaglia di Montgey
Dopo che i crociati nel 1210 avevano occupato Minerve e Termes, fu posta sotto assedio Lavaur. L'assedio si rivelò difficile, cosicché il Montfort fece arrivare rinforzi di crociati, prevalentemente cavalieri tedeschi. A queste truppe, comandate da Nicholas de Bazoches, Raimondo Ruggero tese una trappola presso Mongey, vicino a Lavaur. Egli nascose il suo esercito, costituito da molti contadini e pochi cavalieri, in un bosco e attaccò i crociati di sorpresa. Questi furono completamente annientati e ai pochi prigionieri il conte fece tagliare naso e orecchie.

### Il primo assedio di Tolosa
Pochi giorni dopo il conte di Tolosa lasciò il campo crociato e si volse contro di esso. In conseguenza di ciò nel giugno del 1211 Montfort diresse il suo esercito su Tolosa, mentre il conte di Tolosa si alleava in tutta fretta con Raimondo Ruggero di Foix e con il conte Bernardo IV di Comminges. Presso il ponte di Montaudran, che attraversa la Garonna 4 km a sud di Tolosa, la coalizione die conti si attestò contro il nemico. Dopo che nel conseguente scontro molti cavalieri da ambo le parti furono gettati nei flutti, i conti si ritirarono in Tolosa, cvhe Montfort pose subito sotto assedio. Poiché però non si riusciva a superare le difese della città, l'assedio dovette essere interrotto due settimane dopo.

### La battaglia di Castelnaudary
Dopo questo successo nella difesa, i conti passarono all'offensiva chiudendo Montfort in Castelnaudary. Montfort poté difendere bene la città, anche perché ottenne rinforzi da parte di Guy de Levis e Bourchard de Marly. Un ulteriore contingente di truppe vi fu condotto da Martin d'Algai. Raimondo Ruggero lasciò l'assedio con il suo esercito per attaccare il d'Algai presso Burg St. Martin, 5 km da Castelnaudary. Montfort fece uscire 40 cavalieri per sostenere il d'Algai che tuttavia, sorpreso dalle truppe di Raimondo Ruggero, si dette alla fuga. Ma invece di concentrare la battaglia sui cavalieri di Montfort, gli uomini di Raimondo Ruggero si misero a saccheggiare le salmerie che i crociati avevano lasciato indietro. Montfort, che poté assistere agli avvenimenti dalle mura di Castelnaudary, colse l'occasione e si diresse con 60 cavalieri sul campo di battaglia, lasciandone solo 5 a difesa della città. Qui nessuna delle due parti riuscì a strappare la vittoria e Montfort rientrò a Castelnaudary con i suoi cavalieri. Rivendicando a sé la vittoria, come anche fecero il conte di Foix, Montfort se ne andò con il suo esercito, lasciando nella città solo un piccolo presidio sufficiente alla sua difesa. Pochi giorni dopo i conti rinunciarono all'assedio.

### I combattimenti a Foix
Nel novembre 1211 Montfort saccheggiò la città di Foix, ma la rocca resistette all'assedio. Dopo di che s'impossessò della rocca di Cher che consegnò a Guglielmo d'Aure. Un tentativo di Raimondo Ruggero, nello stesso anno, di rioccupare la città fallì dopo due settimane di assedio. Un anno dopo quest'ultimo respinse un attacco alla città di Foix e prese Saverdun, che però fu rioccupata poco dopo dal Montfort.
Raimondo Ruggero era stato spodestato della contea di Foix ed il re d'Aragona, Pietro II, non accettava il fatto compiuto.

### La battaglia di Muret
Nel 1213 il re Pietro II fece l'ultimo tentativo diplomatico di mantenere la situazione patrimoniale dei principi occitani, con un concilio in Lavaur. Dopo che però Simone di Montfort si era rifiutato di garantire tale accordo, il re si dichiarò difensore di Tolosa e nell'estate del 1213 attraversò con un esercito i Pirenei. I conti occitani prestarono subito a lui giuramento di vassallaggio feudale e aggiunsero le loro forze alle sue.
Con il suo esercito di coalizione Pietro II marciò il 30 agosto sulla città di Muret, in mano alle forze crociate.
La città apparteneva al conte di Comminges, che era nuovamente vassallo del re di Aragona, e fu presa dai crociati nell'ottobre del 1212. La città era difesa da 30 cavalieri, che si erano ritirati nella cittadella. La prima divisione degli occitani, sotto la guida di Raimondo Ruggero di Foix (400 cavalieri propri e 200 catalani) penetrò nella città dalla torre occidentale e pose l'assedio alla cittadella. I difensori potevano ancora inviare messaggi a Simone di Montfort, che stazionava in Fanjeaux e che si mise subito in marcia verso Muret con 900 cavalieri.
L'11 settembre egli attraversò la Garonna e giunse a Muret entrandovi dalla porta orientale e diede battaglia ai cavalieri del conte di Foix.
Ma subito i cavalieri crociati si ritirarono lasciando la città fra la sorpresa della coalizione nemica e facendo girare le sue truppe, si portò a sud della medesima, attraversò la Louge, un ramo laterale della Garonna, e vi distrusse un reparto della milizia tolosana cittadina. Quindi il giorno dopo Montfort diede battaglia all'esercito occitano, che ora aveva la Garonna alle spalle e quindi si trovava in situazione critica. Il re Pietro II di Aragona, che presumibilmente la notte prima aveva partecipato a una festa nell'accampamento militare, decise con la sua irruenza di rinunciare al piano difensivo concordato con il conte di Tolosa e si spinse in avanti con i suoi cavalieri aragonesi.
Montfort lanciò contro il re la sua prima linea che tagliò fuori il re dai suoi alleati e nella battaglia conseguente Pietro II fu ucciso Alain de Roucy.
La morte del re provocò la sconfitta dei conti del Sud il cui esercito si sfasciò e si diede alla fuga.
Per Roger de Foix questa sconfitta ebbe un effetto immediato poiché Montfort devastò subito, per la seconda volta, la città di Foix. Quindi il Montfort si volse nuovamente verso Tolosa che questa volta riuscì a conquistare.

### Assoggettamento
Dopo che il conte di Tolosa era fuggito alla corte del cognato, il re d'Inghilterra Enrico II, Raimondo Ruggero, il conte di Comminges e il visconte di Narbona il 18 aprile 1214 fecero atto di sottomissione in Narbonne alla Chiesa cattolica. Il legato del papa, Pietro da Benevento, revocò al conte temporaneamente Foix, che assegnò al priore dell'Abbazia di San Tiberio, il quale a sua volta vi insediò il nipote Berengario come castellano. Successivamente Raimondo Ruggero dovette giurare di non dare più sostegno né ai càtari né ai Faiditi.

### Battaglia diplomatica
Nell'autunno del 1215 Raimondo Roggero accompagnò il conte di Tolosa a Roma, ove dall'11 novembre si riuniva il IV Concilio Lateranense. I due conti di fronte a Papa Innocenzo III intendevano diplomaticamente porre un freno alle pretese del Montfort sulla loro successione. Il papa si dimostrò disponibile alle richieste dei conti, ma la sua proposta di compromesso, che prevedeva la cessione dei territori del Trencavel al Montfort mentre i conti avrebbero mantenuto i loro possedimenti, fu respinta dai vescovi della Linguadoca.
Invece tutti i possedimenti che erano destinati a Montfort furono dichiarati persi per il conte Raimondo VI di Tolosa, ed egli inoltre fu bandito dai territori della sua precedente signoria.
Raimondo Ruggero cercò di difendere il casato di Tolosa sostenendo che non si poteva ignorare l'eredità spettante al giovane Raimondo VII che non era colpevole del comportamento del padre.
Inoltre Raimondo VI si dichiarò disposto ad abdicare immediatamente a favore del figlio, ma anche questo compromesso fu respinto dal partito di Montfort. Il figlio del conte poteva solamente ricevere la marca di Provenza e l'Agenais, in quanto eredità della madre Giovanna d'Inghilterra (1165 – 1199).
La contea di Foix, invece fu presa in custodia dalla chiese cattolica finché il conte, Raimondo Ruggero, non avesse dimostrato la sua innocenza di fronte all'accusa di eresia; Raimondo Ruggero in seguito trovò ascolto allorché egli replicò alle accuse di eresia contro di lui dichiarando la sorella Esclarmonde unica responsabile della presenza dei càtari a Montségur.

### La riconquista
Nell'estate del 1216 il conte Raimondo VI e suo figlio, ignorando il verdetto conciliare, sbarcarono fra l'esultanza popolare sulle coste della Provenza. Mentre Raimondo VI si spostava verso sud, il giovane Raimondo VI poneva l'assedio alla cittadella di Beaucaire, che segnò l'inizio delle battaglie di riconquista contro i crociati.
Raimondo Ruggero di Foix nel frattempo riuscì diplomaticamente il 14 settembre a Saint-Jean-de-Verges a impegnare Simone di Montfort, con l'intermediazione del papa, concludendo un armistizio con capi crociati. Egli conseguì un ulteriore successo quando il papa Onorio III, il 27 novembre del medesimo anno diede disposizione all'abate dell'Abbazia di San Tiberio di riconsegnare la rocca di Foix al suo legittimo proprietario.
Questo indusse il Montfort a rompere l'armistizio, con il pretesto che Raimondo Ruggero aveva fatto altrettanto prima di lui. Il Montfort pose l'assedio il 6 febbraio 1217 alla rocca di Montgrenier, che era difesa dal figlio di Raimondo Ruggero, Ruggero Bernardo. Dopo sei settimane di assedio e il rigetto di una esortazione del papa, Montfort portò a termine il medesimo ma dovette lasciar andare i difensori.
L'assedio di Montgrenier tuttavia aveva impegnato abbastanza il Montfort da dar tempo al conte di Tolosa di condurre dall'Aragona, attraverso i Pirenei, un esercito grazie al quale il 13 settembre poté rioccupare la sua città capitale senza combattere. Raimondo Ruggero sostenne l'imminente difesa della città contro i crociati. Il 25 giugno 1218 Simone di Montfort, nel tentativo di portare in salvo il fratello Guy, rimasto ferito durante un attacco alla città, fu colpito a morte dal proietto di una catapulta.
Il figlio primogenito del Montfort, Amaury, subentrò nel comando dei crociati ma si rivelò inadatto a ricoprire quella posizione. Nella primavera del 1219, mentre Amaury, insieme al principe francese Luigi, stava assediando la città di Marmande (già dal dicembre 1218), Raimondo Ruggero, insieme al conte di Tolosa, quello di Comminges e un contingente di Faiditi, distrusse nei pressi di Baziège un grosso esercito crociato, che da Carcassonne doveva raggiungere Amaury.
Dopodiché Raimondo Ruggero combatté i crociati in Lauragais e nel 1220, con Raimondo VII di Tolosa, conquistò Castelnaudary, il cui difensore Guido di Montfort, figlio di Simone, perse la vita in combattimento. In quello stesso anno, Raimondo VI di Tolosa garantì a Raimondo Ruggero, a suo figlio, Ruggero Bernardo ed al nipote, Ruggero (Raymundo Rogerii eadem gratia comiti Fuxi et Rogerio Bernardi filio vestro, et filio dicti Rogerii Bernardi) alcune proprietà (Montis-Albani et Altis-montis et Montis-acuti et Insulæ-amatæ).
Raimondo Ruggero organizzò subito la difesa della città di Castelnaudary, che Amaury de Montfort voleva rioccupare, riuscendo a farne uscire di nascosto il vescovo càtaro Guidalberto di Castres che si ritirò in Montségur. Amaury fu costretto, nel marzo 1221, a interrompere l'assedio e ritornare a Carcassonne, dopo che Ruggero Bernardo di Foix aveva occupato le città di Limoux, di Pieusse e altri importanti centri difensivi nel carcassonnese, mentre nel contempo il figlio illegittimo di Raimondo Ruggero, Lupo, portava sotto il suo controllo la regione intorno a Razès.

### La morte
Nel maggio del 1222, Raimondo Ruggero aveva fatto testamento, in cui nomina tutti i suoi figli, come risulta dal documento n° XV.II della Histoire Générale de Languedoc, Tome V.
Nel marzo 1223 Raimondo Ruggero occupò Mirepoix, una delle città più importanti della sua contea, che così fu liberata dai crociati. Pochi giorni dopo però il conte morì, come risulta dal documento n° XV.I della Histoire Générale de Languedoc, Tome V; per il cronachista latino del XIII secolo, autore di una storia sul catarismo e sulla crociata albigese, Guillaume de Puylaurens, la morte avvenne, nel 1222, non per una ferita, ma a causa di un'ulcera (au siège de Mirepoix non d´une blessure mais d´un ulcère malin) e gli succedette il figlio, Ruggero Bernardo; un anno prima era già morto il suo da lungo tempo compagno di battaglie, conte Raimondo VI di Tolosa.
La crociata contro i Càtari, iniziata nel 1209, avrebbe dovuto sopravvivere ai conti non più di un anno. Nel 1224 Carcassonne fu occupata dal giovane Raimondo II di Trencavel, figlio della prima eminente vittima di questa crociata. Amaury de Montfort rinunciò subito dopo alla battaglia e tornò in patria.
Il conte Raimondo Ruggero di Foix fu conosciuto per le sue virtù e fedeltà cavalleresche. Come per l'amore della cultura di corte e per le belle donne. Egli fu considerato un protettore dei trovatori ed era egli stesso autore di alcune poesie.

## Matrimonio e discendenza
Raimondo Ruggero di Foix, secondo la Chroniques romanes des comtes de Foix, aveva sposato, nel 1189 circa, Filippa, che, secondo la Histoire des comtes de Foix, discendeva dalla nobile famiglia catalana dei Moncada.
Raimondo Ruggero da Filippa ebbe tre figli:
- Ruggero Bernardo[18] (circa 1195 – 1241), successore del padre come conte di Foix, sposato con Ermessenda di Castelbon[27]
- Cecilia († dopo il 1224), citata, col fratello Amerio, dal padre nel testamento del 1222 (Aymeri son second fils, et de Cecile)[19], andata poi sposa il 6 maggio 1224 al conte Bernardo V di Comminges[19]
- Amerio († dopo il 1229), citato dal padre, con la sorella Cecilia, nel testamento del 1222 (Aymeri son second fils, et de Cecile)[19].

Inoltre di Raimondo Ruggero si conoscono due figli illegittimi:
- Lupo di Foix († 1259 od oltre), che Ruggero Bernardo, in un documento del 1229 cita come suo fratello[28], mentre la madre è sconosciuta[29], signore di Saverdun, co-signore di Mirepoix e siniscalco reale di Carcassonne, capostipite del casato Foix-Rabat.
- Esclarmonde (†?), una Perfetta càtara. Ella (Rogerius Bernardi comes Fuxi dono sororem meam Esclarmundam) andò sposa nel 1236, come conferma il documento n° CLXIX, di quello stesso anno a Bernard d'Alion[30], anch'egli càtaro, che nel 1258 in Perpignan fu posto al rogo.

## Ascendenza
|                            |   |                                       | Genitori                             |  |  | Nonni |  |  | Bisnonni           |  |  | Trisnonni        |  |
|                            |   |                                       |                                      |  |  |       |  |  | Ruggero II di Foix |  |  | Pietro I di Foix |  |
|                            |   |                                       |                                      |  |  |       |  |  | Ruggero II di Foix |  |  | Pietro I di Foix |  |
|                            |   | Letgarda                              |                                      |  |  |       |  |  | Ruggero II di Foix |  |  |                  |  |
| Ruggero III di Foix        |   |                                       |                                      |  |  |       |  |  | Ruggero II di Foix |  |  |                  |  |
|                            |   | Stefania di Besalu                    | Guglielmo II di Besalu               |  |  |       |  |  |                    |  |  |                  |  |
|                            |   | Stefania di Besalu                    | Guglielmo II di Besalu               |  |  |       |  |  |                    |  |  |                  |  |
|                            |   | Stefania di Besalu                    | Stefania di Provenza                 |  |  |       |  |  |                    |  |  |                  |  |
| Ruggero Bernardo I di Foix |   | Stefania di Besalu                    |                                      |  |  |       |  |  |                    |  |  |                  |  |
|                            |   | Raimondo Berengario III di Barcellona | Raimondo Berengario II di Barcellona |  |  |       |  |  |                    |  |  |                  |  |
|                            |   | Raimondo Berengario III di Barcellona | Raimondo Berengario II di Barcellona |  |  |       |  |  |                    |  |  |                  |  |
|                            |   | Raimondo Berengario III di Barcellona | Matilde d'Altavilla                  |  |  |       |  |  |                    |  |  |                  |  |
| Jimena di Barcellona       |   | Raimondo Berengario III di Barcellona |                                      |  |  |       |  |  |                    |  |  |                  |  |
|                            |   | Maria Díaz de Vivar                   | El Cid                               |  |  |       |  |  |                    |  |  |                  |  |
|                            |   | Maria Díaz de Vivar                   | El Cid                               |  |  |       |  |  |                    |  |  |                  |  |
|                            |   | Maria Díaz de Vivar                   | Jimena Díaz                          |  |  |       |  |  |                    |  |  |                  |  |
| Raimondo Ruggero di Foix   |   | Maria Díaz de Vivar                   |                                      |  |  |       |  |  |                    |  |  |                  |  |
|                            | … | …                                     |                                      |  |  |       |  |  |                    |  |  |                  |  |
|                            | … | …                                     |                                      |  |  |       |  |  |                    |  |  |                  |  |
|                            | … | …                                     |                                      |  |  |       |  |  |                    |  |  |                  |  |
| Raimondo I Trencavel       | … |                                       |                                      |  |  |       |  |  |                    |  |  |                  |  |
|                            |   | …                                     | …                                    |  |  |       |  |  |                    |  |  |                  |  |
|                            |   | …                                     | …                                    |  |  |       |  |  |                    |  |  |                  |  |
|                            |   | …                                     | …                                    |  |  |       |  |  |                    |  |  |                  |  |
| Cecilia Trencavel          |   | …                                     |                                      |  |  |       |  |  |                    |  |  |                  |  |
|                            |   | …                                     | …                                    |  |  |       |  |  |                    |  |  |                  |  |
|                            |   | …                                     | …                                    |  |  |       |  |  |                    |  |  |                  |  |
|                            |   | …                                     | …                                    |  |  |       |  |  |                    |  |  |                  |  |
| Adelaide                   |   | …                                     |                                      |  |  |       |  |  |                    |  |  |                  |  |
|                            |   | …                                     | …                                    |  |  |       |  |  |                    |  |  |                  |  |
|                            |   | …                                     | …                                    |  |  |       |  |  |                    |  |  |                  |  |
|                            |   | …                                     | …                                    |  |  |       |  |  |                    |  |  |                  |  |
|                            |   | …                                     |                                      |  |  |       |  |  |                    |  |  |                  |  |

### Fonti primarie
- (LA)  Histoire Générale de Languedoc, Tome IV, Notess.
- (LA)  Histoire Générale de Languedoc, Tome V, Notess.
- (LA)  Histoire Générale de Languedoc, Preuves, Tome V.
- (OC, FR)  Chroniques romanes des comtes de Foix.

### Letteratura storiografica
- E.F. Jacob, Innocenzo III, in «Storia del mondo medievale», vol. V, 1999, pp. 5–53
- Rafael Altamira, La Spagna (1031-1248, in «Storia del mondo medievale», vol. V, 1999, pp. 865–896
- (FR)  Chronique de maître Guillaume de Puylaurens sur la guerre des Albigeois.
- Guglielmo di Tudela: Canso de la crozada
- Pietro di Vaux-de-Cernay: Historia Albigensis (1212 – 1218)